# Țiriac Foundation Trophy 2024 - Doppio
Il doppio femminile del torneo di tennis professionistico Țiriac Foundation Trophy 2024, facente parte della categoria WTA 125 nell'ambito del WTA 125 2024, si gioca dal 9 al 15 settembre 2024 a Bucarest, in Romania.
In finale Carole Monnet e Darja Semeņistaja hanno sconfitto Aliona Bolsova e Katarzyna Kawa con il punteggio di 1-6, 6-2, [10-7].
Angelica Moratelli e Camilla Rosatello erano le campionesse in carica, ma entrambe ha scelto di partecipare rispettivamente nei concomitanti tornei di Guadalajara e Monastir.

## Teste di serie
1. Francisca Jorge /  Anna Sisková (semifinale)

1. Amina Anšba /  Conny Perrin (quarti di finale)

## Wildcard
1. Ilinca Amariei /  Mara Gae (quarti di finale)

## Tabellone

### Legenda
| - Q = Qualificato - WC = Wild card - LL = Lucky loser | - ALT = Alternate - SE = Special Exempt - PR = Protected Ranking | - w/o = Walkover - r = Ritirato - d = Squalificato |

|  | Quarti di finale | Quarti di finale        | Quarti di finale        | Quarti di finale | Quarti di finale |  |  | Semifinali | Semifinali             | Semifinali | Semifinali                      | Semifinali |   |      | Finale | Finale                        | Finale | Finale | Finale |  |
|  |                  |                         |                         |                  |                  |  |  |            |                        |            |                                 |            |   |      |        |                               |        |        |        |  |
|  | 1                | F Jorge A Sisková       | F Jorge A Sisková       | 6                | 7                |  |  |            |                        |            |                                 |            |   |      |        |                               |        |        |        |  |
|  |                  | D Papamichaīl S Waltert | D Papamichaīl S Waltert | 3                | 65               |  |  | 1          | F Jorge A Sisková      | 6          | 4                               | [5]        |   |      |        |                               |        |        |        |  |
|  |                  | A Bolsova K Kawa        | A Bolsova K Kawa        | 6                | 6                |  |  |            | A Bolsova K Kawa       | 2          | 6                               | [10]       |   |      |        |                               |        |        |        |  |
|  |                  | I Bara D Jakupović      | I Bara D Jakupović      | 4                | 2                |  |  |            |                        |            |                                 |            |   |      |        | Aliona Bolsova Katarzyna Kawa | 6      | 2      | [7]    |  |
|  | WC               | I Amariei M Gae         | I Amariei M Gae         | 3                | 4                |  |  |            |                        |            | Carole Monnet Darja Semeņistaja | 1          | 6 | [10] |        |                               |        |        |        |  |
|  |                  | C Monnet D Semeņistaja  | C Monnet D Semeņistaja  | 6                | 6                |  |  |            | C Monnet D Semeņistaja | 7          | 4                               | [10]       |   |      |        |                               |        |        |        |  |
|  |                  | E Makarova M Mateas     | 6                       | 2                | [12]             |  |  |            | E Makarova M Mateas    | 5          | 6                               | [7]        |   |      |        |                               |        |        |        |  |
|  | 2                | A Anšba C Perrin        | 3                       | 6                | [10]             |  |  |            |                        |            |                                 |            |   |      |        |                               |        |        |        |  |